# Crystal R. Fox
 (février 2020).
Si vous disposez d'ouvrages ou d'articles de référence ou si vous connaissez des sites web de qualité traitant du thème abordé ici, merci de compléter l'article en donnant les références utiles à sa vérifiabilité et en les liant à la section « Notes et références ».
Crystal R. Fox née le 1er janvier 1964 est une actrice et chanteuse américaine. Fox a joué dans de nombreuses productions théâtrales au cours de sa carrière et est surtout connue pour ses rôles à la télévision comme Luann Corbin dans la série dramatique policière NBC / CBS In the Heat of the Night (1989-1995) et comme Hanna Young dans le réseau Oprah Winfrey. feuilleton aux heures de grande écoute, The Haves and the Have Nots (2013-présent). Fox est également apparue dans un certain nombre de films, le plus notable jouant le rôle principal dans le thriller 2020 A Rupture fatale.

## Vie et carrière
Fox est née à Tryon, en Caroline du Nord et a commencé sa carrière d'actrice professionnelle à la fin des années 1970, apparaissant sur scène à Atlanta , en Géorgie .  Elle est la nièce de la défunte chanteuse Nina Simone et la demi-sœur de Lisa Simone Kelly . 
Fox a fait ses débuts au grand écran en jouant Katie Bell dans le film de comédie dramatique primé aux Oscars Driving Miss Daisy (1989) avec Morgan Freeman et Jessica Tandy . Elle a ensuite rejoint le casting de la série dramatique policière NBC In the Heat of the Night dans sa troisième saison, avec Luann Corbin. Elle était un membre régulier de la distribution lors de la finale de la série en 1995, apparaissant dans plus de 100 épisodes.  Dans les années 1990, Fox avait des rôles de soutien dans les films Drop Squad (1994) et Once Upon a Time ... When We Were Colored (1995) face à Phylicia Rashad et Al Freeman Jr .. Elle a partagé la vedette en faceCicely Tyson dans la mini-série 1998 de Mama Flora's Family d' après un roman d' Alex Haley . À la télévision, elle a joué dans Law & Order , The Sopranos et Third Watch . Fox a également joué avec Phylicia Rashad et Debbie Allen dans la production PBS de 2001 de The Old Settler . 
Fox avec John Beasley dans la production de 2009 de Fences
Fox est apparue dans de nombreuses productions scéniques au cours de sa carrière.  Elle a travaillé à New York , à Alexandrie , à Silver Spring et à Atlanta , où elle vit.  Elle a reçu une nomination de Prix Helen Hayes pour sa performance dans la pièce de 2002 Home .  Ses autres crédits sur scène incluent Pour les filles colorées qui ont envisagé le suicide / Quand l'arc-en-ciel est enuf , Antony et Cléopâtre , La comédie des erreurs , Un raisin sec au soleil , Le musée coloré , Le coin Amen ,Les garçons de Syracuse , Bessie's Blues , Little Shop of Horrors et The Rocky Horror Picture Show .  Elle a été membre de l'Alliance Theatre pendant de nombreuses années.  Elle a reçu des Prix IRNE et des Prix Elliot Norton pour la meilleure actrice pour avoir joué Rose Maxson dans la production de 2009 de Fences à la Huntington Theatre Company .  Pendant 2014-15, elle a agi en tant que chef de file dans la pièce Blues pour un ciel de l'Alabama . 
En 2013, Fox a été casté dans le feuilleton en prime time Oprah Winfrey Network The Haves and the Have Nots , produit par Tyler Perry .  Elle joue le rôle principal de Hanna Young, une mère célibataire qui travaille comme femme de chambre de la famille riche et sert également de meilleure amie et confidente de la dame de la maison, Katheryn Cryer (jouée par Renee Lawless ). La série met également en vedette Tika Sumpter , Angela Robinson et John Schneider . Fox a reçu des critiques positives pour sa performance dans l'émission. 
En 2019, Fox a été choisie pour la deuxième saison de la série dramatique HBO Big Little Lies en tant que mère du personnage de Zoë Kravitz , Elizabeth Howard.  Avec la distribution, elle a été nommée pour le Screen Actors Guild Award pour une performance exceptionnelle par un ensemble dans une série dramatique . Elle a partagé la vedette en face de Forest Whitaker dans le film dramatique Burden .  Le film a été présenté en première au Festival du film de Sundance 2018 et a remporté le Prix du public dramatique américain.  En 2020, Fox a eu un rôle principal dans le film à suspense Netflix A Fall from Grace . C'était le premier rôle principal de film de Fox dans sa longue carrière.  Le film a reçu des critiques négatives des critiques, mais sa performance a été saluée par beaucoup.  Richard Roeper, critique du Chicago Sun-Times , écrit dans une critique: "Le meilleur de tous est de voir Crystal Fox mettre son moment sous les projecteurs et briller absolument."  Plus tard en 2020, Fox apparaîtra dans la série dramatique Amazon Prime Utopia créée par Gillian Flynn .

## Filmographie

### Film
| Année | Titre                                           | Rôle                              | Remarques           |
| ----- | ----------------------------------------------- | --------------------------------- | ------------------- |
| 1989  | Miss Daisy et son chauffeur                     | Katie Bell                        |                     |
| 1991  | Séparé mais égal                                | Réceptionniste téléphonique NAACP | Film de télévision  |
| 1994  | Drop Squad                                      | Zora                              |                     |
| 1995  | Il était une fois ... quand nous étions colorés | Miss Doll                         |                     |
| 2001  | Le vieux colon                                  | Lou Bessie                        | Segment "Charmaine" |
| 2014  | Irréconciliable                                 | Pam                               | Court métrage       |
| 2016  | Coffee Klatch                                   | Cindy Mercer                      |                     |
| 2018  | Fardeau                                         | Janice Kennedy                    |                     |
| 2020  | Rupture fatale                                  | Grace Waters                      |                     |

### Télévision
| Année        | Titre                        | Rôle                                                    | Remarques |
| ------------ | ---------------------------- | ------------------------------------------------------- | --- |
| 1989-1995    | Dans la chaleur de la nuit   | Luann Corbin                                            | Série régulière, 102 épisodes |
| 1996         | Savane                       | DA Laine Thompkins                                      | Épisodes: "From Here to Paternity" et "Creep Throat"                                                                              |
| 1998         | La famille de Mama Flora     | Ruthana                                                 | Minisérie |
| 2001         | New York, police judiciaire  | Mancelli                                                | Épisode: "White Lie" |
| 2001         | Les Soprano                  | Infirmière                                              | Épisode: " Pine Barrens " |
| 2001         | New York 911                 | Nunez                                                   | Épisode: "Et Zeus pleura" |
| 2010         | Tyler Perry's House of Payne | CJ et nounou / femme de ménage de Janine, Mme Willamina | Rôle récurrent, 5 épisodes |
| 2013-présent | The Haves and the Have Nots  | Hanna Young                                             | Série régulière |
| 2019         | Big Little Lies              | Elizabeth Howard                                        | Rôle récurrent, 6 épisodes en nomination - Screen Actors Guild Award for Outstanding Performance by an Ensemble in a Drama Series |
| 2020         | utopie                       |                                                         | Prochaines séries |